# Clifford (nome)
Clifford  è un nome proprio di persona inglese maschile

## Varianti
- Maschile: Clyfford[2], Clyford[2]
  - Ipocoristici: Cliff[1][2][4], Clyff[2]

## Origine e diffusione
Deriva dall'omonimo cognome inglese, che a sua volte trae origine da un toponimo antico inglese che significa letteralmente "guado" (ford) presso una scogliera (cliff)".
Clifford si diffuse come prenome a partire dal XVII secolo, diventando in seguito un nome molto popolare nei Paesi di lingua inglese, in particolare negli Stati Uniti d'America.

## Onomastico
Il nome è adespota. Le persone che portano questo nome possono quindi festeggiare il proprio onomastico il 1º novembre, giorno dedicato alla festa di Ognissanti.

## Persone

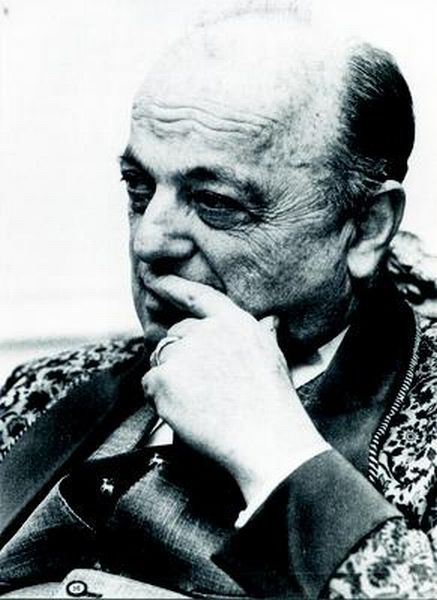
Clifford Truesdell

- Clifford Brown, trombettista statunitense
- Clifford Geertz, antropologo statunitense
- Clifford Gray, bobbista, cantautore e attore statunitense
- Clifford Irving, scrittore statunitense
- Clifford Odets, regista e attore statunitense
- Clifford A. Pickover, scrittore statunitense
- Clifford Robinson, cestista statunitense
- Clifford D. Simak, scrittore, giornalista e autore di fantascienza statunitense
- Clifford Smith, regista, attore e produttore cinematografico statunitense
- Clifford Truesdell, matematico, filosofo e storico della scienza statunitense

### Varianti
- Cliff Burton, bassista statunitense
- Clyfford Still, pittore statunitense
- Cliff Williams, bassista inglese

## Il nome nelle arti
- Clifford è un personaggio dell'universo dei Muppets[5]
- Clifford "Cliff" Barnes è un personaggio della serie televisiva Dallas, interpretato dall'attore Ken Kercheval[6]
- Clifford Daniels (interpretato da Martin Short) è il protagonista del film del 1994 Ma chi me l'ha fatto fare (titolo originale: Clifford)[7]
- Clifford (Clifford the Big Red Dog) è una serie animata del 2000[8]